# استان کاتانزارو

استان کاتانزارو (به ایتالیایی: Provincia di Catanzaro) از استان‌های کشور ایتالیا است. استان کاتانزارو در جنوب این کشور قرار دارد. مرکز این استان شهر کاتانزارو و زیرمجموعه ناحیه کالابریا می‌باشد. مساحت این استان ۲٬۳۹۱ کیلومتر مربع و جمعیت آن ۳۶۸٬۳۱۸ نفر است.